# Jeux de l'Asie de l'Est
Ne doit pas être confondu avec EA Games.
Les Jeux de l'Asie de l'Est sont une compétition omnisport organisée par l'Association des Jeux de l'Asie de l'Est (EAGA) ayant lieu tous les 4 ans depuis 1993. Les athlètes participants viennent de l'Asie de l'Est, soit les pays et territoires du Conseil olympique d'Asie (OCA) et l'île de Guam (Pacifique), qui est membre des Comités nationaux olympiques d'Océanie (ONOC).
Les Jeux de l'Asie de l'Est sont l'un des cinq jeux régionaux de l'OCA, avec les Jeux de l'Asie centrale, les Jeux d'Asie du Sud, les Jeux d'Asie du Sud-Est (ou Jeux SEA), les Jeux d'Asie de l'Ouest.

## Pays participants
Les pays participants sont ceux de l'EAGA, en français AJAE, soient :
- Chine
- Taipei chinois
- Guam
- Hong Kong
- Japon
- Macao
- Mongolie
- Corée du Nord
- Corée du Sud

Le Kazakhstan est un membre fondateur de l'EAGA. Cependant, il participe dès 1997 aux Jeux Centrasiatiques. Puis il devient membre des Comités olympiques européens et participe désormais aux Jeux européens.

## Éditions
| Année | Édition | Lieu      | Date                    | Nations | Participants | Sports | Épreuves | Référence |
| ----- | ------- | --------- | ----------------------- | ------- | ------------ | ------ | -------- | --------- |
| 1993  | I       | Shanghai  | 9 – 18 mai              | 8       | 1 283        | 12     | ?        |           |
| 1997  | II      | Pusan     | 10 – 19 mai             | 9       | ?            | 13     | 199      |           |
| 2001  | III     | Osaka     | 19 – 27 mai             | 9       | 2 804        | 15     | 201      |           |
| 2005  | IV      | Macao     | 29 octobre – 6 novembre | 9       | 1 919        | 17     | 235      |           |
| 2009  | V       | Hong Kong | 5 – 13 décembre         | 9       | 2 377        | 22     | 262      |           |
| 2013  | VI      | Tianjin   | 6 – 15 octobre          | 9       | 2 422        | 24     | 254      |           |

## Table des médailles totales
| Rang | CNO            | Participations | Or  | Argent | Bronze | Total |
| 1    | Chine          | 5              | 492 | 317    | 234    | 1043  |
| 2    | Japon          | 5              | 241 | 269    | 320    | 830   |
| 3    | Corée du Sud   | 5              | 173 | 205    | 247    | 625   |
| 4    | Taipei chinois | 5              | 40  | 111    | 142    | 293   |
| 5    | Kazakhstan     | 2              | 37  | 30     | 48     | 115   |
| 6    | Hong Kong      | 5              | 33  | 38     | 75     | 146   |
| 7    | Corée du Nord  | 3              | 22  | 38     | 55     | 115   |
| 8    | Macao          | 5              | 20  | 25     | 34     | 79    |
| 9    | Mongolie       | 5              | 5   | 10     | 64     | 79    |
| 10   | Guam           | 4              | 0   | 0      | 4      | 4     |

1. ↑  Membre fondateur désormais aux Jeux Centrasiatiques

## Sports pratiqués
| Sport             | Sport                 | 1993 | 1997 | 2001 | 2005 | 2009 | 2013 |
| ----------------- | --------------------- | ---- | ---- | ---- | ---- | ---- | ---- |
| Sports aquatiques | Plongeon              | ?    | ?    | ?    | 10   | 10   |      |
| Sports aquatiques | Natation              | ?    | ?    | ?    | 40   | 40   |      |
| Sports aquatiques | Natation synchronisée | ?    | ?    | ?    | 2    |      |      |
| Athlétisme        | Athlétisme            | 41   | 43   | 45   | 45   | 46   |      |
| Badminton         | Badminton             | ?    | ?    |      |      | 7    |      |
| Basketball        | Basketball            | 2    | 2    | 2    | 2    | 2    |      |
| Bowling           | Bowling               | ?    |      | ?    | 12   | 12   |      |
| Boxe              | Boxe                  | ?    | ?    | ?    |      |      |      |
| Billard           | Billard               |      |      |      |      | 8    |      |
| Cyclisme          | Cyclisme              |      |      |      |      | 10   |      |
| Danse sportive    | Danse sportive        |      |      |      | 10   | 12   |      |
| Bateau-dragon     | Bateau-dragon         |      |      |      | 8    |      |      |
| Football          | Football              | 1    | 1    | 1    | 1    | 1    |      |
| Gymnastique       | Gymnastique           | ?    | ?    | ?    | 14   |      |      |
| Handball          | Handball              |      |      | 2    |      |      |      |
| Hockey            | Hockey                |      |      | •    | 2    | 2    |      |
| Judo              | Judo                  | 16   | 16   | 16   |      | 18   |      |
| Karaté            | Karaté                |      |      |      | 13   |      |      |
| Aviron            | Aviron                | ?    | •    | •    | 8    | 13   |      |
| Rugby à VII       | Rugby à VII           |      |      |      |      | 2    |      |
| Tir sportif       | Tir sportif           |      |      |      | 15   | 4    |      |
| Soft Tennis       | Soft Tennis           | •    | ?    | ?    | 6    |      |      |
| Squash            | Squash                |      |      |      |      | 7    |      |
| Tennis de table   | Tennis de table       |      |      |      |      | 7    |      |
| Taekwondo         | Taekwondo             |      | ?    | ?    | 8    | 16   |      |
| Tennis            | Tennis                |      |      |      | 5    | 5    |      |
| Volleyball        | Volleyball            |      |      | ?    |      | 2    |      |
| Haltérophilie     | Haltérophilie         | ?    | ?    | ?    | 15   | 15   |      |
| Planche à voile   | Planche à voile       |      |      |      |      | 4    |      |
| Lutte             | Lutte                 |      | 16   | 22   |      |      |      |
| Wushu             | Wushu                 | ?    | ?    | ?    | 19   | 19   |      |
| Total des sports  | Total des sports      |      | 199  | 201  | 235  | 262  |      |

• : Sport de démonstration